# 칼마르 전쟁
칼마르 전쟁은 1611년부터 1613년까지 덴마크-노르웨이와 스웨덴 사이에 일어난 전쟁이다.
덴마크가 발트해와 북해 사이에 위치한 외레순 해협을 차지하고 있었기 때문에 스웨덴은 덴마크의 외레순 통행료를 피하기 위한 차원에서 인구가 적은 라플란드 지방을 경유하는 무역로를 사용했다. 1607년에는 스웨덴의 칼 9세 국왕이 자신을 "노를란드에 거주하는 라프족의 왕"이라고 칭하면서 노르웨이 트롬쇠에 세금을 부과하기 시작했다.
덴마크는 스웨덴이 노르웨이를 경유하는 대체 무역로를 사용하는 것을 원하지 않았다. 덴마크의 크리스티안 4세 국왕이 스웨덴의 칼 9세 국왕에게 항의했지만 스웨덴은 이를 무시했다. 1611년 4월에는 스웨덴이 노르웨이 북부에 대한 영유권을 주장했고 덴마크는 스웨덴에 전쟁을 선포하게 된다.
덴마크 군대는 3개의 전선을 이용해서 스웨덴을 공격했다. 6,000명에 달하는 덴마크의 군대는 칼마르를 포위했지만 스웨덴 영토로 진격하는 데에는 실패하고 만다. 1611년 여름에는 스웨덴 군대가 노르웨이의 영토로 있던 옘틀란드, 헤리에달렌을 공격했다. 그렇지만 현지 주민들이 끈질기게 저항했기 때문에 스웨덴 군대는 1612년 가을에 철수하게 된다.
1611년 10월 20일에 스웨덴의 칼 9세 국왕이 사망하고 구스타브 2세 아돌프가 스웨덴의 새 국왕으로 즉위했다. 1612년에는 덴마크 군대가 예테보리를 점령하면서 스웨덴은 바다로 가는 서쪽 출구를 상실하게 된다. 덴마크 군대는 스웨덴의 수도인 스톡홀름으로 진격을 시도했지만 스웨덴 군대의 초토화 전술, 유격전으로 인해 실패하고 만다.
잉글랜드 왕국, 네덜란드 공화국은 발트 해를 통한 무역로를 원했기 때문에 전쟁의 종식을 위한 외교 협상이 진행되었다. 1613년 1월 20일에는 잉글랜드의 제임스 1세 국왕이 중재에 나섰고 스웨덴과 덴마크는 크네레드 조약을 체결하게 된다. 스웨덴은 덴마크에 수많은 배상금을 지불하는 대신에 전쟁 기간 동안에 덴마크가 점령했던 토지를 반환받았다.